# Département de Sédhiou
Le département de Sédhiou est l'un des 46 départements du Sénégal et l'un des 3 départements de la région de Sédhiou, en Moyenne-Casamance, dans le sud du pays.

## Organisation territoriale
Son chef-lieu est la ville de Sédhiou.
Ses 3 arrondissements sont :
- Arrondissement de Diendé
- Arrondissement de Djibabouya
- Arrondissement de Djiredji, créé en juillet 2008[1]

Les 3 localités ayant le statut de commune sont :
- Diannah Malary
- Marsassoum
- Sédhiou

## Histoire
C'était l’un des trois départements de la région de Kolda jusqu'en février 2008, date de l'érection du département en région à part entière, à laquelle il est rattaché désormais.

## Géographie

### Population
Lors du recensement de décembre 2002, la population était de 377 652 habitants. En 2005, elle était estimée à 399 365 personnes